# Ciudad Lineal
Ciudad Lineal is een district ten oosten van het historische centrum van de Spaanse hoofdstad Madrid. Het grenst ten oosten aan de districten Salamanca en Chamartín, in het noorden aan Hortaleza en in het zuiden aan Moratalaz. In het westen grenst het stadsdeel aan San Blas. Ciudad Lineal telt ongeveer 231.000 inwoners.

## Wijken
Het district bestaat uit de volgende barrios:
- Ventas
- Pueblo Nuevo
- Quintana
- Concepción
- San Pascual
- San Juan Bautista
- Colina
- Atalaya
- Costillares